# Neuracanthus grandiflorus
Neuracanthus grandiflorus är en akantusväxtart som beskrevs av Wilhelm Sulpiz Kurz. Neuracanthus grandiflorus ingår i släktet Neuracanthus och familjen akantusväxter. Inga underarter finns listade i Catalogue of Life.